# Panhard PL 17
La Panhard PL 17 era un'autovettura di classe media prodotta dal 1959 al 1965 dalla casa automobilistica francese Panhard.

## Storia

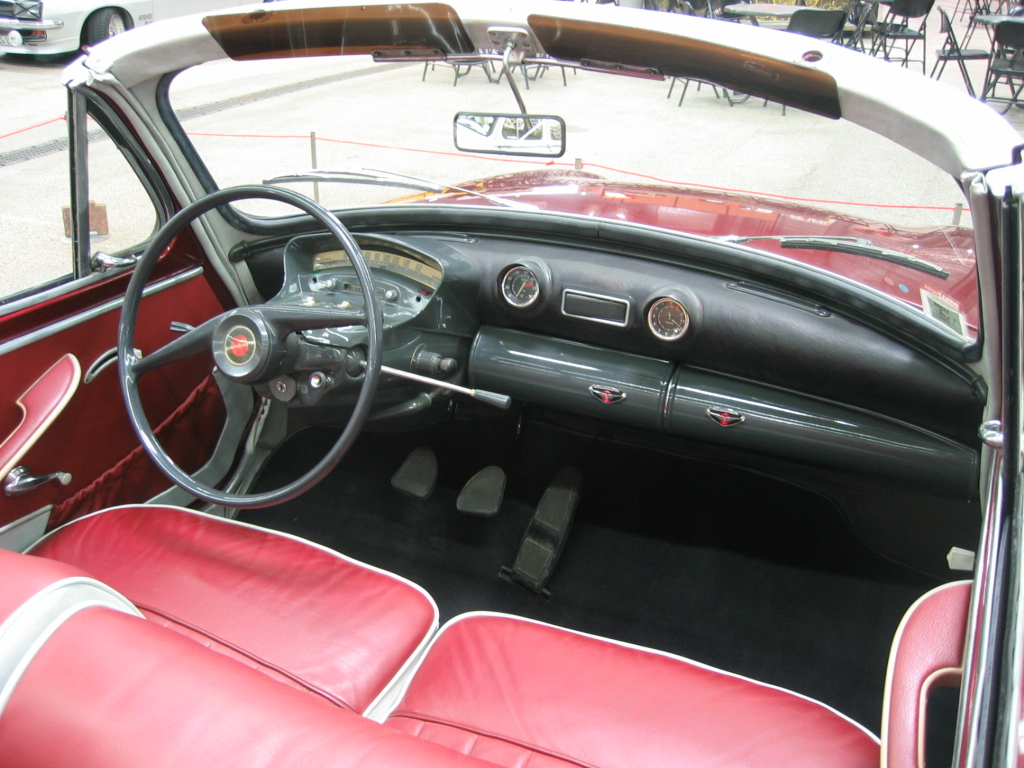
Gli interni

La Panhard PL 17 fu presentata il 29 giugno 1959. Il suo compito era quello di sostituire la Dyna Z, oramai non più freschissima. Uno dei punti deboli delle Panhard del dopoguerra era il prezzo non molto concorrenziale, neo al quale si cercò di rimediare fin dal periodo in cui veniva prodotta la Dyna Z, sostituendo l'alluminio in favore dell'acciaio. Per la PL 17 si decise di non distaccarsi eccessivamente dal modello precedente: in pratica, si prese una Dyna Z e se ne modificarono solo la parte anteriore e la coda. Il risultato fu appunto la PL 17, denominazione che racchiude in sé molte curiosità: per cominciare, le due lettere "PL" stanno per "Panhard & Levassor", ossia il nome originale della Casa francese, che divenne semplicemente Panhard a partire dal secondo dopoguerra. Altra curiosità è l'origine della cifra "17", somma di tre valori che descrivono la vettura: 5 cavalli fiscali (in Francia) più 6 litri (di benzina) per 100 km più 6 posti, uguale a 17.
Per dimostrare la validità della meccanica della vettura, Paul Panhard e il figlio Jean si servirono di due PL 17 per effettuare un giro della Francia.
La PL 17 fu disponibile fin dall'inizio come berlina, sia "normale", sia "Grand Standing" (ossia la versione lussuosa), e come cabriolet. La meccanica era la stessa delle ultime Dyna Z. Fu venduta tramite la rete di concessionarie Citroën, secondo un accordo stretto con l'altra Casa francese fin dal 1955.
Inizialmente il successo fu buono e la vettura fu venduta in molti esemplari, ma poco dopo le vendite tornarono a calare sensibilmente. Fu così che nel 1961 la versione Grand Standing ricevette come optional il pacchetto "Confort".
Nel 1962 arrivò il restyling: i fari anteriori persero le piccole "palpebre", mentre il tetto venne leggermente allungato nella zona posteriore, fino a terminare oltre il lunotto. Anche gli interni furono sottoposti a rivisitazioni atte a migliorarne l'abitabilità interna.
Nell'aprile 1963, arrivò invece la PL 17 Break, ossia la versione giardinetta. Due mesi dopo fu tolta di produzione la PL 17 Cabriolet. Nel mese di luglio dello stesso anno, venne già commercializzato il "model year" '64, che esternamente si distingue dagli altri essenzialmente per la denominazione. Abolita infatti la sigla PL 17, la nuova gamma fu ribattezzata 17 B, che nella versione con motore Tigre, divenne 17 BT.
Le 17 B e BT furono prodotte in versione berlina e Break fino al 1965, anno in cui la Casa, in grave crisi finanziaria, si fuse con la Citroën. Fu sostituita dalla 24, ultimo modello della storica casa francese.

## Caratteristiche estetiche
Se la Dyna Z poteva far scalpore per le sue linee molto profilate e aerodinamiche, che a metà anni cinquanta erano qualcosa di avveniristico, lo stesso non si poté dire della PL 17, che pur essendo stata presentata come un modello nuovo, in pratica era solo un restyling della Dyna Z stessa. Rispetto a quest'ultima cambiarono infatti il frontale, dotato di fari tondi più sporgenti in alto e anche verso l'esterno della sezione frontale, fari impreziositi da una linea cromata che tagliava in due i parafanghi anteriori, formando anche la sede delle frecce anteriori laterali. Durante il restyling del 1962, i fari anteriori perdono le palpebre. La coda era molto più tormentata che non sulla Dyna Z, a causa dei fari, sovrastati da due spigoli con cornice cromata che sporgevano all'indietro. Il padiglione, lineare fino al 1962, dopo quella data divenne caratterizzato dal tetto sporgente all'indietro, a formare una sorta di palpebra. La parte centrale della fiancata era praticamente identica a quella della Dyna Z.

## Meccanica

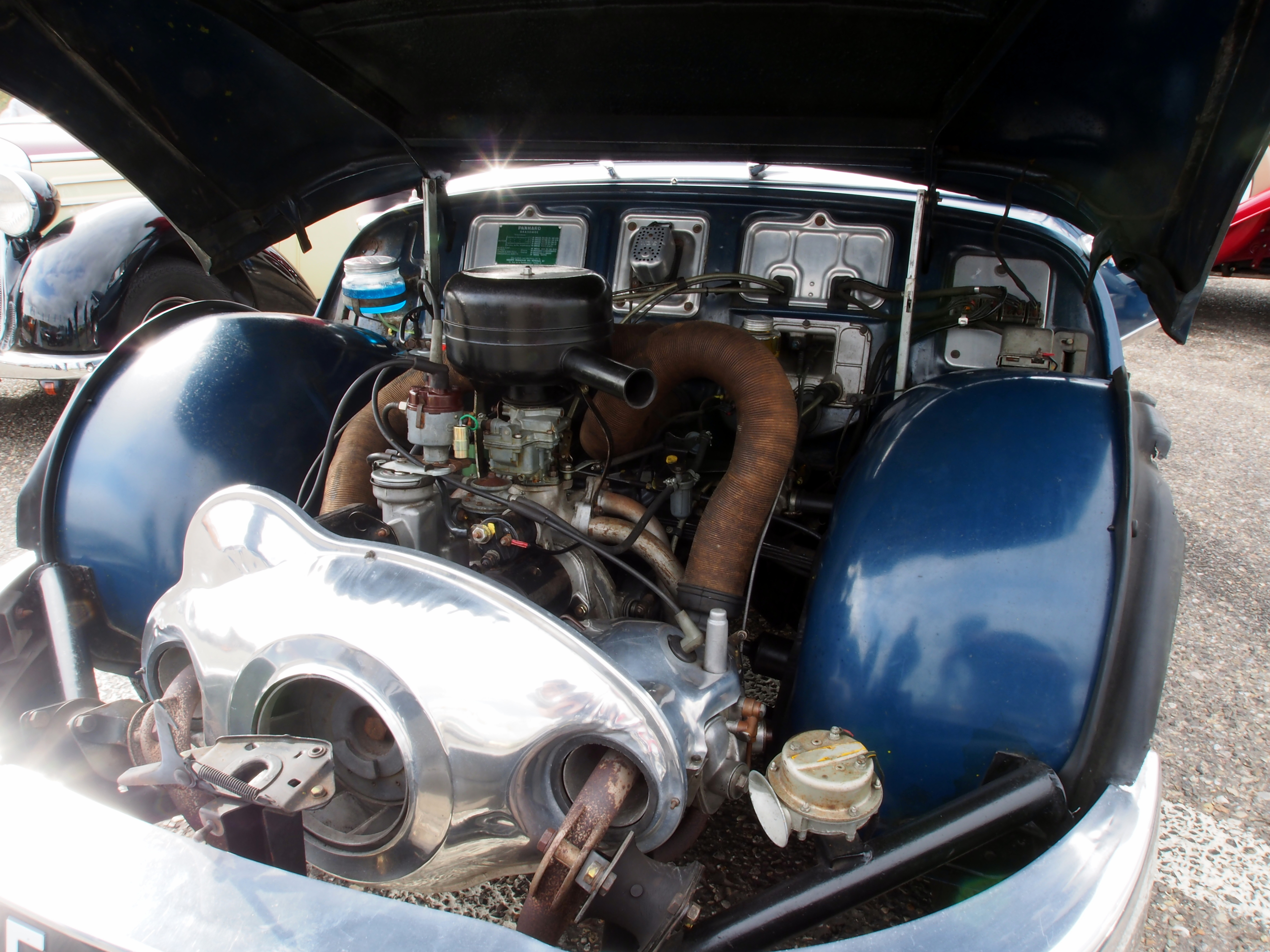
Il motore

Anche la meccanica della PL 17 riprese quella della Dyna Z, in particolare quella delle ultimissime Dyna Z, nel periodo compreso tra il maggio e il luglio 1959. Fu in quel periodo infatti che vennero prodotte sia le Dyna Z normali, sia le Dyna Z con motore M5 T, riservato alle versioni Tigre.
In ogni caso, si trattava di un bicilindrico boxer orizzontale da 851 cm³ di cilindrata. Tale motore erogava 42 CV a 5300 giri/min nel caso della versione normale, mentre nella versione Tigre arrivava a erogare 50 CV. La velocità massima era di 135 km/h per la versione normale e di 145 km/h nella versione Tigre. La trazione era anteriore e il cambio era manuale a 4 marce, e rispetto alla Dyna Z era migliore, grazie anche al fatto che era completamente sincronizzato.
L'impianto frenante si avvaleva di tamburi sulle quattro ruote, mentre le sospensioni erano a ruote indipendenti, con avantreno a molle elicoidali e retrotreno a barra di torsione.